# Giovanna Marini
Pour les articles homonymes, voir Marini.
Giovanna Marini, née Salviucci le 19 janvier 1937 à Rome (Latium) où elle meurt le 8 mai 2024, est une musicienne italienne, chanteuse et chercheuse en ethnomusicologie.
Son activité protéiforme en fait l'une des figures les plus importantes dans les domaines de la recherche et de l'interprétation de traditions musicales populaires italiennes, mais elle est aussi auteure de chansons de sa propre composition.

## Biographie

### Formation
Née en 1937 dans une famille de musiciens,, Giovanna Marini obtient en 1959 son diplôme en guitare classique au Conservatoire Sainte-Cécile de Rome puis perfectionne son apprentissage et sa pratique avec le  guitariste classique  Andrès Segovia. Dans le même temps elle se consacre à l'étude et à la pratique d'instruments à cordes anciens comme le luth dont elle joue au sein du Concentus Antiqui du maestro Quaranta.
Fin 1959, début 1960, Giovanna Marini rencontre les intellectuels spécialistes de la tradition populaire italienne, parmi lesquels Pier Paolo Pasolini dont la rencontre sera racontée par Giovanna Marini dans un enregistrement ou Italo Calvino, également auteur de textes de chansons pour Cantacronache. C'est la découverte du chant social.

### Recherche
Tout en participant à des spectacles, Giovanna Marini traverse la péninsule de haut en bas et recueille une masse de chants populaires en langue italienne et dans les différents dialectes et langues régionales. Ce sera le matériau fondateur du Nuovo Canzoniere Italiano, avec lequel Giovanna Marini se produit à côté des groupes formés par les interprètes italiens de la nouvelle chanson politique, comme Giovanna Daffini, une « chanteuse paysanne » dont Marini apprend l'émission vocale particulière et le répertoire. Elle collabore également avec le poète en langue sarde Peppino Marotto, duquel elle apprend l'art de la narration populaire improvisée.

### Écriture
Pour l'Institut Ernesto De Martino, elle va cataloguer l'énorme quantité de chants populaires découverts et pour lesquels elle parvient à créer un système particulier de notation musicale, véritable œuvre de transcription de la mémoire, permettant ainsi sa transposition pour la scène. Elle va enfin trouver au sein de l'École populaire de musique du Testaccio des musiciens avec lesquels jouer et pour lesquels elle écrit La grande madre impazzita (1979). Elle affronte ensuite l'écriture pour instruments et voix avec Il regalo dell'imperatore (1983) et Requiem (1985). Pour le bicentenaire de la Révolution française en 1989, elle met en musique la Déclaration universelle des droits de l'homme.

### Enseignement
En 1974, l'École populaire de musique du Testaccio à Rome lui confie la chaire d'ethnomusicologie appliquée,. De 1991 à 2000, elle sera également titulaire de cette même chaire au sein de l'Université Paris VIII – Saint Denis,. Avec ses élèves romains et parisiens, elle va accomplir des voyages d'étude pour écouter et transcrire les chants de tradition orale encore présents en Italie lors des fêtes religieuses et profanes.

### Restitution
En 1964, Giovanna Marini participe à Spolète au spectacle Bella ciao. Son activité se poursuit avec des spectacles et initiatives qui illustrent l'histoire du recueil des traditions populaires italiennes, comme Ci ragiono e canto (Ici, j'en parle et je le chante, 1965), dirigé par Dario Fo. Elle commence également à composer de longues ballades (plus exactement des cantates) dans lesquelles elle raconte son expérience et qu'elle interprète seule en scène, s'accompagnant exclusivement à la guitare. Naissent ainsi Vi parlo dell'America (« Je vous parle de l'Amérique », 1965) et autres compositions pour arriver jusqu'à l'Eroe (« Héros », 1974).
En 2002, elle grave, avec Francesco De Gregori, l'album Il fischio del vapore (« Le sifflet à vapeur ») qui obtient un succès de vente.
En 2004, elle met en musique la Ballata del carcere di Reading et le De profundis d'Oscar Wilde.
En 2005, pour le Festival Angelica de musique contemporaine, elle compose la musique sur le texte de Pasolini Le ceneri di Gramsci (Les Cendres de Gramsci) qui sera chanté par le chœur Arcanto de Bologne et qui sera édité au disque en 2006 sous le titre Le ceneri di Gramsci – Oratorio à plusieurs voix – du  chant de tradition orale au madrigal d'auteur.

### Quatuor vocal
En 1976, Giovanna Marini fonde son quatuor vocal, pour lequel elle écrit des cantates, de Correvano coi carri (« Ils couraient avec les chars », cantate profane, 1977) à Sibemolle (« Si bémol ») et à la Cantata del secolo breve (« Cantate du siècle court », c'est-à-dire le XXe siècle), inspirée de l'œuvre historique du marxiste Eric Hobsbawm et présentée au théâtre Vidy-Lausanne en 2001.

## Discographie
- Cantate de tous les jours - Le Chant du Monde - 1980
- Pour Pier Paolo Pasolini - Le Chant du Monde - 1984

## Filmographie

### Actrice
- 1969 : Il rapporto
- 1979 : I giorni cantati
- 2006 : Ignazio

## Compositrice
- 1970 : Lettera aperta a un giornale della sera de Francesco Maselli
- 1974 : Terminal
- 1975 : Bianco e nero
- 1975 : Le Soupçon de Francesco Maselli
- 1977 : Si les porcs avaient des ailes de Paolo Pietrangeli
- 1978 : Io sono mia (it) de Sofia Scandurra
- 1979 : I giorni cantati
- 1980 : Café express de Nanni Loy
- 1982 : La Settimana di Chiara Brenna
- 1984 : Il mistero del morca
- 1986 : Storia d'amore de Francesco Maselli
- 1988 : Codice privato de Francesco Maselli
- 1990 : Il segreto de Francesco Maselli
- 1991 : L'alba de Francesco Maselli
- 1995 : Prigionieri della guerra
- 1996 : Cronache del terzo millennio
- 1996 : Forza Roma
- 1999 : Il compagno
- 1999 : Sur les cimes, tout est calme
- 2002 : Tarte aux pommes
- 2004 : Oh !Uomo
- 2006 : 'Na specie de cadavere lunghissimo
- 2009 : Le Ombre rosse
- 2011 : Scossa
- 2013 : Pays barbare

### Filmographie
- Antoine Bordier, Autre Italie, autre musique, 1982, 53 min, Dimanche soir, documentaire sur la carrière de Giovanna Marini, présentation en ligne.